# Willy Jobst
Willy (Wilhelm, Willibald) Jobst (ur. 27 października 1912 w Eger, zm. 28 maja 1947 w Landsbergu) – zbrodniarz hitlerowski, doktor medycyny i jeden z lekarzy SS pełniących służbę w obozach koncentracyjnych oraz SS-Hauptsturmführer.

## Życiorys
Jobst pochodził z niemieckiej rodziny, zamieszkującej czeski Kraj Sudetów, zaanektowane na mocy Układu monachijskiego przez III Rzeszę we wrześniu 1938. Członek NSDAP od 1 listopada 1938 o numerze partyjnym 6 749 388. 5 września 1939 został wcielony do Oddziałów Dyspozycyjnych SS (SS-Verfügungstruppen). Do 15 marca 1941 Jobst służył w Dywizji Zmotoryzowanej SS Das Reich (późn. 2. SS-Panzer-Division Das Reich), a od 21 czerwca 1941 w Leibstandarte SS Adolf Hitler (późn. 1. SS-Panzer Division Leibstandarte-SS Adolf Hitler), z którą brał udział w walkach na froncie wschodnim.
Z dywizji tej, w 1941 przeniesiono go do KL Mauthausen na stanowisko obozowego lekarza SS (SS-Lagerarzt). Między 1 marca 1942 a 10 marca 1942 Jobst pełnił taką samą funkcję w KL Auschwitz, a następnie został naczelnym lekarzem garnizonowym SS (SS-Standortarzt) w KL Stutthof. Stanowisko to piastował do 1 lipca 1942, po czym objął taką samą funkcję w KL Gross-Rosen. 18 maja 1943 przeniesiono go na powrót do 1 Dywizji Pancernej SS Leibstandarte SS Adolf Hitler, z którą walczył na froncie wschodnim, m.in. brał udział w bitwie na łuku kurskim. W maju 1944 Jobst został przydzielony do służby w Ebensee, podobozie KL Mauthausen, gdzie pozostał do kwietnia 1945. Został odznaczony m.in. Wojennym Krzyżem Zasługi II Klasy z Mieczami (Kriegsverdienstkreuz II Klasse mit Schwertern) i Czarną Odznaką za Rany (Verwundetenabzeichen in Schwarz).
Po wojnie Jobst został skazany na karę śmierci w procesie załogi Mauthausen-Gusen (US vs. Johann Altfuldisch i inni) przed amerykańskim Trybunałem Wojskowym w Dachau. Wyrok wykonano przez powieszenie w więzieniu Landsberg.